# Голова Верховного суду США
Голова Верховного суду США (англ. Chief Justice of the United States) — головуючий суддя Верховного Суду Сполучених Штатів, і є найвищою посадовою особою в федеральній судовій системи США. Пункт 2 розділу 2 статті II Конституції США надає президенту Сполучених Штатів повноваження номінувати та, за порадою та згодою Сенату Сполучених Штатів, призначати «суддів Верховного Суду», які перебувають на посаді довічно, йдуть у відставку, виходять на пенсію або усуваються з посади за допомогою процедури імпічменту. Наявність посади голови Верховного суду США чітко передбачена лише в пункті 6 розділу 3 статті І Конституції США, де зазначено, що Голова Верховного суду головує у справі про імпічмент президента, що траплялося тричі: з Ендрю Джонсоном, Біллом Клінтоном і Дональдом Трампом.
Голова Верховного суду має значний вплив на відбір справ для перегляду, головує під час проведення усного провадження і керує обговоренням справ між суддями. Крім того, коли суд виносить рішення, Голова суду, якщо він належить до більшості, яка підтримала рішення, обирає, хто пише від імені більшості напише суддівську думку; однак, при вирішенні справ, голос Голови суду важить так само, як і голос будь-якого судді Верховного суду.
Незважаючи на те, що це ніде не закріплено, Голова Верховного суду за традицією приводить до присяги президентів США. Голова Верховного суду виступає представником судової гілки федерального уряду та діє як головна посадова особа в системі федеральних судів. Голова Верховного суду очолює судову конференцію і в цій якості призначає директора та заступника директора Адміністративного офісу федеральних судів. Голова Верховного суду за посадою є членом ради регентів Смітсонівського інституту і, за звичаєм, обирається канцлером ради.
З моменту заснування Верховного суду в 1789 році 17 осіб обіймали посади Голови Верховного суду, починаючи з Джона Джея (1789—1795). Нинішній Голова Верховного суду — Джон Робертс (з 2005 року). П'ять із 17 Голів Верховного суду — Джон Ратледж, Едвард Дуґлас Вайт, Чарльз Еванс Г'юз, Гарлан Ф. Стоун і Вільям Ренквіст — були суддями Верховного суду до того, як очолити суд.

## Походження, звання та призначення
Конституція США прямо не створює посаду Голови Верховного суду, але передбачає її існування пункті 6 розділу 3 статті І Конституції США: «Коли судять Президента Сполучених Штатів, головувати має Голова Верховного Суду». Більше про посаду в Конституції нічого не сказано.
У 1866 році Салмон П. Чейз став титулуватись Головою Верховного суду США, і Конгрес США почав використовувати цей титул у наступному законодавстві. Першою особою, чиє призначення на посаду містило змінений титул, був Мелвіл Фулер у 1888 році.
Голова Верховного суду, як і всі федеральні судді, номінується президентом США і затверджується на посаді Сенатом США. Розділ 1 статті ІІІ Конституції США визначає, що федеральні судді «залишаються на своїх посадах при доброму поводженні». Це формулювання означає, що перебування на посаді фактично є довічним, і що після того, як суддю призначено на посаду, його перебування на посаді закінчується лише тоді, коли суддя помирає, йде на пенсію, йде у відставку, або його звільняють з посади через процедуру імпічменту. З 1789 року 15 президентів США всього номінували 22-х Голів Верховного суду.
Зарплата Голови Верховного суду встановлюється Конгресом США; станом на 2023 рік річна зарплата становила 298 500 доларів США, що трохи вище, ніж зарплата суддів Верховного суду США, яка становила 285 400 доларів США. Практика призначення особи на посаду Голови Верховного суду заснована на традиції: хоча Конституція США передбачає наявність Голови Верховного суду США, вона нічого не говорить про те, як і ким він обирається. Немає конкретної конституційної заборони використовувати інший метод для обрання Голови Верховного суду з-поміж суддів, належним чином призначених і затверджених у Верховному Суді.
Троє діючих суддів Верховного суду США були номіновані президентом США і затверджені Сенатом США на посаді Голови Верховного суду США: Едвард Дуґлас Вайт у 1910 році, Гарлан Ф. Стоун у 1941 році та Вільям Ренквіст у 1986 році. Четвертий суддя, Ейб Фортас, був номінований на цю посаду в 1968 році, але його кандидатуру не затвердив Сенат США. Оскільки федеральним суддям не потрібно залишати своє місце в суді, щоб бути призначеним Головою Верховного суду, Фортас залишився суддею Верховного суду. Так само, коли суддя Верховного суду Вільям Кушинґ був номінований та затверджений на посаді Голови Верховного суду в січні 1796 року, але відмовився від цієї посади, він також залишився суддею Верховного суду.

## Повноваження та обов'язки

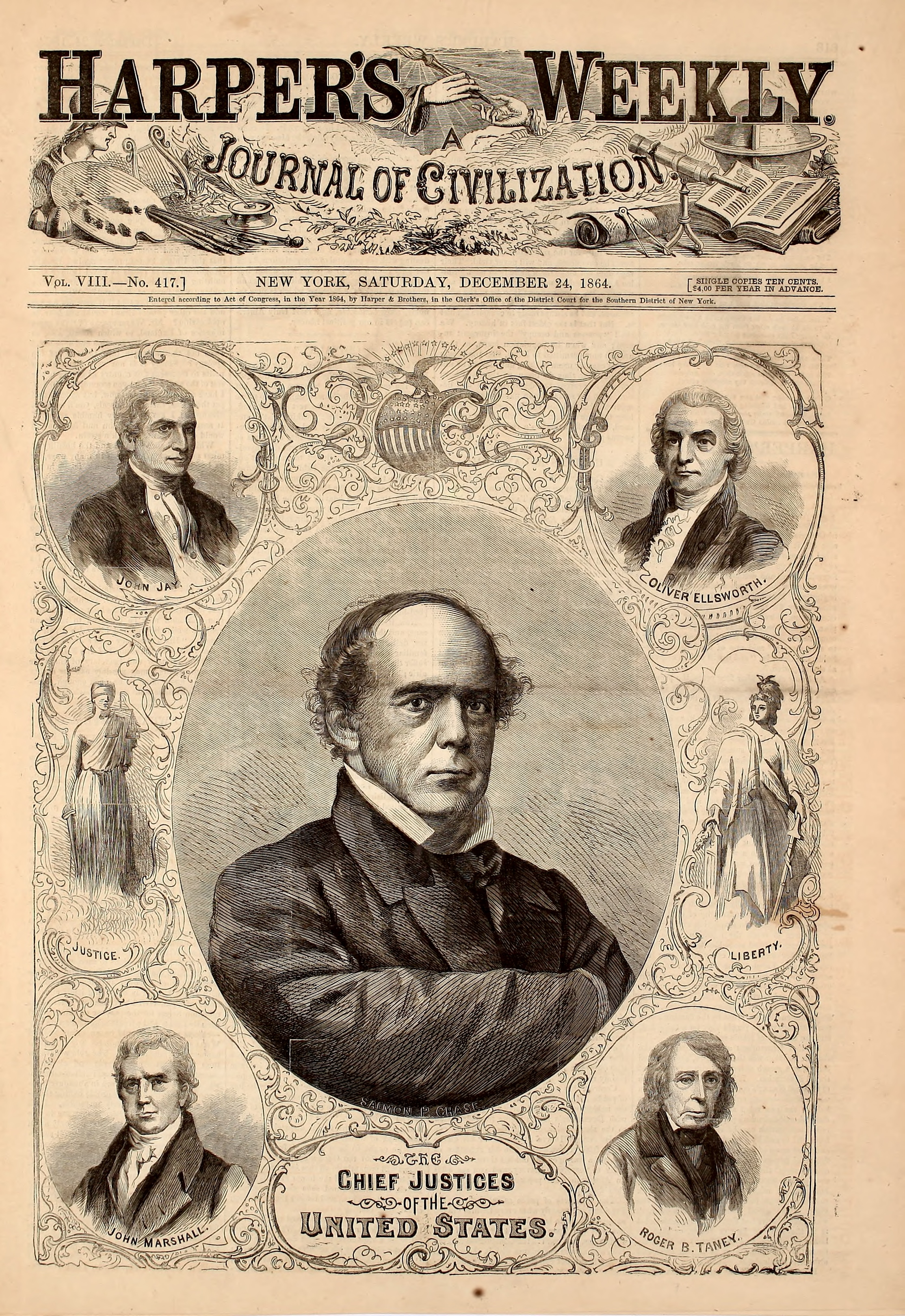
Голови Верховного суду США (Harper's Weekly, 24 грудня 1864 р.)

На додаток до звичайних обов'язків судді Верховного суду Голова Верховного суду має виконувати кілька спеціальних обов'язків.

### Імпічмент президентів США
Розділ 3 статті І Конституції США передбачає, що Голова Верховного суду має головувати під час того, коли в Сенаті США судять президента США відповідно до процедури імпічменту. Троє Голів Верховного суду головували на процесах імпічменту президентів США: Салмон П. Чейз (імпічмент Ендрю Джонсона в 1868 році), Вільям Ренквіст (імпічмент Білла Клінтона в 1999 році) і Джон Робертс (перший імпічмент Дональда Трампа в 2020 році). Робертс відмовився головувати на другому імпічменті Трампа в 2021 році, який відбувся після завершення президентства Трампа (головував на процесі імпічменту тимчасовий президент Сенату США Патрік Лейгі). Усі три президенти були виправдані в Сенаті. Хоча Конституція ніяк не регулює це питання, Голова Верховного суду, згідно з правилами Сенату, прийнятими в 1999 році до імпічменту Клінтона, має головувати на процесі імпічменту віце-президента. Це правило було встановлено, щоб виключити можливість того, щоб віце-президент головував у на власному процесі імпічменту.

### Старшинство
Багато процедур і внутрішньої роботи Верховного суду регулюються правилами протоколу, які ґрунтуються на старшинстві суддів. Голова Верховного суду завжди займає перше місце в порядку черговості — незалежно від тривалості його перебування на посаді (навіть якщо вона коротша, ніж у одного чи більше суддів Верховного суду).
Голова Верховного суду США встановлює порядок денний щотижневих зустрічей, на яких судді Верховного суду розглядають клопотання про перегляд судових справ, і вирішують, слухати чи відхиляти кожну справу. Верховний суд погоджується розглядати менше одного відсотка справ, клопотання про перегляд яких надходять до нього. Хоча судді Верховного суду можуть додавати пункти до тижневого порядку денного, на практиці повноваження Голови Верховного суду встановлювати порядок денний має значний вплив на керівництво судом. Тим не менш, вплив Голови Верховного суду може бути обмежений обставинами та розумінням правових принципів суддями Верховного суду; зокрема, повноваження визначати порядок денний обмежується тим фактом, що кожен суддя Верховного суду має лише один голос із дев'яти при прийнятті рішення про задоволення або відмову задовільнити клопотання про перегляд справи.
Незважаючи на дещо вищий статус Голови Верховного суду порівняно із суддями Верховного суду, його голос має таку ж юридичну вагу, як і голос кожного судді Верховного суду. Крім того, Голова Верховного суду не має законних повноважень скасовувати вердикти чи тлумачення інших восьми суддів або втручатися в них. Найстарший суддя визначає, хто буде писати суддівську думку від імені більшості. Таким чином, якщо Голова Верховного суду належить до більшості, то таке рішення приймає він. На початку свого перебування на посаді Голова Верховного суду Джон Маршалл наполягав на висновках, які могли б бути підтримані суддями Верховного суду одностайно, задля встановлення та зміцнення престижу Верховного суду. Для впровадження свого бачення, Маршалл часто писав суддівські думки сам і активно перешкоджав написанню відмінних думок. Суддя Верховного суду Вільям Джонсон-молодший зрештою переконав Маршалла та решту суду прийняти нинішню практику: один суддя пише думку для більшості, а решта можуть писати власні окремі думки чи ні, незалежно від того, погоджуються вони з більшістю (окрема думка) чи відрізняються (відмінна думка).
Формальна прерогатива Голови Верховного суду — коли він належить до більшості — призначати, який суддя буде писати суддівську думку є, мабуть, його найвпливовішою компетенцією, оскільки це дозволяє йому впливати на історичні дані. Голова Верховного суду може доручити це завдання судді, найбільш здатному утримати крихку коаліцію, ідеологічно піддатливому колезі чи собі. Автори думок можуть мати великий вплив на зміст думки; двоє суддів Верховного суд, належачи до однієї більшості, за нагоди, можуть написати дуже різні суддівські думки від імені більшості. Тому Голова Верховного суду, який добре знає суддів Верховного суду, лише тільки вибором судді, який напише суддівську думку від імені більшості, може вплинути на загальний характер або тон думки, що, у свою чергу, може вплинути на її тлумачення у справах, які розглядатимуться в судах нижчої інстанції в наступні роки.
Голова Верховного суду головує на конференціях, на яких судді обговорюють справи та попередньо голосують щодо цих справ. Зазвичай Голова Верховного суду говорить першим, і, таким чином, задає тон дискусії. Хоча Голова Верховного суду голосує першим — суд голосує в порядку старшинства, — він може стратегічно поступитись правом першого голосу, щоб упевнитись, що належатиме до більшості, якщо це бажано. Наприклад, Голова Верховного суду Воррен Берґер славився тим, і навіть на конференціях Верховного суду голосував стратегічно, щоб контролювати порядок денний суду шляхом додавання своєї думки до більшості. Повідомляється, що він часто змінював голос, щоб приєднатись до більшості, або навіть відмовлявся висловити свою позицію під час обговорень.

### Президентська присяга
Голова Верховного суду традиційно приймає присягу нових президентів США. Це лише звичай, і не є конституційним обов'язком Голови Верховного суду. Конституція США не вимагає, щоб президентську присягу приймала певна особа, а лише визначає, що її має скласти президент. За законом будь-який федеральний суддя чи суддя штату, а також державний нотаріус може приймати присяги. Голова Верховного суду зазвичай приймає присягу від новопризначених суддів Верховного суду, тоді як старший суддя Верховного суду, як правило, приводить до присяги нового Голову Верховного суду.
Якщо Голова Верховного суду хворіє або непрацездатний, зазвичай президентську присягу приймає найстарший член Верховного суду. Загалом в історії є вісім випадків, коли до присяги президента США приводив не Голова Верховного суду, а інша особа:
- Роберт Лівінґстон, будучи канцлером штату Нью-Йорк (найвища судова посада штату), приводив до присяги Джорджа Вашингтона під час його першої інавгурації; тоді не було ані Голови Верховного суду США, ані будь-якого іншого федерального судді, оскільки вони були призначені Вашингтоном протягом місяців після його інавгурації.
- У 1793 році Вільям Кушинґ, суддя Верховного суду, прийняв другу присягу Вашингтона.
- Джон Келвін Кулідж-старший, батько президента Келвіна Куліджа, державний нотаріус, прийняв присягу від свого сина після смерті президента Воррена Гардінга.[13] Однак це було оскаржено після повернення Куліджа до Вашингтона, і його присягу повторно прийняв суддя Адольф А. Гелінґ-молодший з окружного суду округу Колумбія.[14]
- Джон Тайлер і Міллард Філлмор були приведені до присяги після смерті своїх попередників Вільямом Кренчем, головою окружного суду округу Колумбія.[15]
- Перші присяги Честера А. Артура і Теодора Рузвельта відображали несподіваний характер їх вступу на посади.
- 22 листопада 1963 року, після вбивства президента Джона Ф. Кеннеді, федеральна суддя Сара Т. Г'юз окружного суду Північного округу Техасу, привела до присяги Ліндона Б. Джонсона на борту літака Air Force One.

### Інші обов'язки
З часів перебування на посаді Вільяма Говарда Тафта посада Голови Верховного суду вийшла за рамки статусу першого серед рівних. Голова Верховного суду також:
- Очолює федеральну судову систему.
- Обіймає посаду голови Судової конференції Сполучених Штатів, головного адміністративного органу федеральних судів Сполучених Штатів. Судова конференція уповноважена Законом про впровадження правил пропонувати правила, які потім оприлюднюються Верховним судом (якщо тільки вони не відхилені Конгресом відповідно до Закону про перегляд Конгресу) для забезпечення безперебійної роботи федеральних судів. Основні частини Федеральних правил цивільного судочинства та Федеральних правил доказування були прийняті більшістю законодавчих зборів штатів, і американські юридичні школи вважають їх канонічними американськими.
- Призначає діючих федеральних суддів до складу Суду з нагляду за зовнішньою розвідкою Сполучених Штатів, «таємного суду», який контролює запити від федеральних поліцейських агенцій (насамперед, ФБР) на отримання судових наказів на стеження за підозрюваними агентами іноземних розвідок у Сполучених Штатах.[17]
- Призначає діючих федеральних суддів до складу Суду США з питань депортації іноземців-терористів, спеціального суду, створеного для визначення того, чи слід депортувати іноземців зі Сполучених Штатів на тій підставі, що вони є терористами.[18]
- Призначає членів судової колегії з міжрайонних судових спорів, спеціального трибуналу з семи діючих федеральних суддів, відповідальних за вибір місця проведення скоординованого досудового провадження в ситуаціях, коли в різних судових округах було подано кілька пов'язаних федеральних позовів.
- За посадою є членом Ради регентів і канцлером Смітсонівського інституту.
- Контролює придбання книг для юридичної бібліотеки Бібліотеки Конгресу.[19]

На відміну від сенаторів і членів Палати представників США, яким Конституція США забороняє обіймати будь-які інші федеральні або штатні «довірчі чи прибуткові посади», під час їхнього перебування на посаді в Конгресі, Голові Верховного суду та іншим членам федеральної судової системи не заборонено обіймати інші посади. Джон Джей працював дипломатом у переговорах щодо Договору Джея, Роберт Джексон був призначений президентом Труменом прокурором США на Нюрнберзькому процесі над провідними нацистами, а Ерл Воррен очолював Президентську комісію з питання вбивства президента Кеннеді.

### Непразедатність або вакансія
За законодавством США, якщо Голова Верховного суду не в змозі виконувати свої функції, або якщо ця посада є вакантною, обов'язки Голови виконує найстарший суддя до припинення непрацездатності Голови або заповнення вакансії. Наразі Кларенс Томас є найстаршим суддею.

## Список Голів Верховного суду США
З моменту заснування Верховного суду США в 1789 році наступні 17 чоловіків обіймали посаду Голови Верховного суду США:
| Голова Верховного суду США | Голова Верховного суду США | Голова Верховного суду США      | Дата підтвердження (голоси за-проти) | Терміни перебування на посаді                                           | Строк перебування на посаді | Президент, що призначив на посаду | Попередня посада                                                                                       |
| -------------------------- | -------------------------- | ------------------------------- | ------------------------------------ | ----------------------------------------------------------------------- | --------------------------- | --------------------------------- | --- |
| 1                          |                            | Джон Джей (1745—1829)           | 26 вересня 1789 року (Акламація)     | 19 жовтня 1789 — 29 червня 1795 (відставка)                             | 5 років, 253 роки дні       | Джордж Вашингтон                  | Виконуючий обов'язки Державного секретаря США (1789—1790)                                              |
| 2                          |                            | Джон Ратледж (1739—1800)        | 15 грудня 1795 (10-14)               | 12 серпня 1795 — 28 грудня 1795 (відставка, кандидатура була відхилена) | 138 днів                    | Джордж Вашингтон                  | Голова Південно-каролінського суду з цивільних справ (1791—1795) Суддя Верховного суду США (1789—1791) |
| 3                          |                            | Олівер Елсворт (1745—1807)      | 4 березня 1796 року (21-1)           | 8 березня 1796 — 15 грудня 1800 (відставка)                             | 4 роки, 282 дні             | Джордж Вашингтон                  | Сенатор США від Коннектикуту (1789—1796)                                                               |
| 4                          |                            | Джон Маршалл (1755—1835)        | 27 січня 1801 року (Акламація)       | 4 лютого 1801 — 6 липня 1835 (помер на посаді)                          | 34 роки, 152 дні            | Джон Адамс                        | 4-й Державний секретар США (1800—1801)                                                                 |
| 5                          |                            | Роджер Б. Тоні (1777—1864)      | 15 березня 1836 року (29–15)         | 28 березня 1836 — 12 жовтня 1864 (помер на посаді)                      | 28 років,198 дінв           | Ендрю Джексон                     | 12-й Міністр фінансів США (1833—1834)                                                                  |
| 6                          |                            | Салмон П. Чейз (1808—1873)      | 6 грудня 1864 року (Акламація)       | 15 грудня 1864 — 7 травня 1873 (помер на посаді)                        | 8 років, 143 дні            | Авраам Лінкольн                   | 25-й Міністр фінансів США (1861—1864)                                                                  |
| 7                          |                            | Морісон Вейт (1816—1888)        | 21 січня 1874 (63-0)                 | 4 березня 1874 — 23 березня 1888 (помер на посаді)                      | 14 років, 19 днів           | Улісс Грант                       | Сенатор штату Огайо (1849—1850) Президент Конституційної конвенції штату Огайо (1873)                  |
| 8                          |                            | Мелвіл Фулер (1833—1910)        | 20 липня 1888 року (41-20)           | 8 жовтня 1888 — 4 липня 1910 (помер на посаді)                          | 21 рік, 269 днів            | Гровер Клівленд                   | Президент, Адвокатської колегії штату Іллінойс (1886) Член Палати представників Іллінойсу (1863—1865)  |
| 9                          |                            | Едвард Дугласс Вайт (1845—1921) | 12 грудня 1910 (Акламація)           | 19 грудня 1910-19 травня 1921 (помер на посаді)                         | 10 років,151 день           | Вільям Говард Тафт                | Суддя Верховного суду США (1894—1910)                                                                  |
| 10                         |                            | Вільям Говард Тафт (1857—1930)  | 30 червня 1921 року (Акламація)      | 11 липня 1921 — 3 лютого 1930 (відставка)                               | 8 років, 207 днів           | Воррен Гардінг                    | 27-й Президент Сполучених Штатів (1909—1913)                                                           |
| 11                         |                            | Чарльз Еванс Г'юз (1862—1948)   | 13 лютого 1930 (52-26)               | 24 лютого 1930-30 червня 1941 (вийшов на пенсію)                        | 11 років, 126 днів          | Герберт Гувер                     | 44-й Державний секретар США (1921—1925) Суддя Верховного суду США (1910—1916)                          |
| 12                         |                            | Гарлан Ф. Стоун (1872—1946)     | 27 червня 1941 (Акламація)           | 3 липня 1941 — 22 квітня 1946 року (помер на посаді)                    | 4 роки, 293 дні             | Франклін Д. Рузвельт              | Суддя Верховного суду США (1925—1941)                                                                  |
| 13                         |                            | Фред М. Вінсон (1890—1953)      | 20 червня 1946 року (Акламація)      | 24 червня 1946 — 8 вересня 1953 (помер на посаді)                       | 7 років, 76 днів            | Гаррі С. Трумен                   | 53-й Міністр фінансів США (1945—1946)                                                                  |
| 14                         |                            | Ерл Воррен (1891—1974)          | 1 березня 1954 року (Акламація)      | 5 жовтня 1953 — 23 червня 1969 (вийшов на пенсію)                       | 15 років, 261 день          | Дуайт Д. Ейзенхауер               | 30-й Губернатор Каліфорнії (1943—1953)                                                                 |
| 15                         |                            | Воррен Берґер (1907—1995)       | 9 червня 1969 року (74-3)            | 23 червня 1969 року — 26 вересня 1986 року (вийшов на пенсію)           | 17 років, 95 днів           | Річард Ніксон                     | Суддя Апеляційного суду округу Колумбія (1956—1969)                                                    |
| 16                         |                            | Вільям Ренквіст (1924—2005)     | 17 вересня 1986 року (65-33)         | 26 вересня 1986 — 3 вересня 2005 року (помер на посаді)                 | 18 років, 342 дні           | Рональд Рейган                    | Суддя Верховного суду США (1972—1986)                                                                  |
| 17                         |                            | Джон Робертс (народився в 1955) | 29 вересня 2005 року (78-22)         | 29 вересня 2005 року — теперішній час Діючий Голова Верховного суду     | 18 років, 98 днів           | Джордж Буш                        | Суддя Апеляційного суду округу Колумбія (2003—2005)                                                    |